# Martijn Verschoor
Martijn Verschoor (* 4. Mai 1985 in Bovensmilde) ist ein niederländischer Radrennfahrer.
Martijn Verschoor gewann 2009 unter anderem die Wim Hendriks Trofee in Koewacht und er wurde Sechster des Omloop der Kempen. Von 2010 bis zu seinem Karriereende 2017 fuhr er für das US-amerikanische Team Type 1-Sanofi Aventis. In seinem zweiten Jahr dort wurde er Zehnter  der Tour de Mumbai I und er gewann eine Etappe der Tour de Beauce. 2015 wurde er Gesamtfünfter der Tour of Estonia.

## Erfolge
2011
- eine Etappe Tour de Beauce